# Salto con gli sci ai XII Giochi olimpici invernali
Nel salto con gli sci ai XII Giochi olimpici invernali furono disputate due gare, dal trampolino normale K70 e dal trampolino lungo K90, entrambe riservate agli atleti di sesso maschile. Le medaglie assegnate furono ritenute valide anche ai fini dei Campionati mondiali di sci nordico 1976.

## Risultati

### Trampolino normale
La gara dal trampolino normale K70 si disputò il 7 febbraio sul Toni Seelos e parteciparono 55 atleti, che effettuarono due salti con valutazione della distanza e dello stile.
| Posizione | Atleta                | Nazione        | Punti |
| --------- | --------------------- | -------------- | ----- |
| 1         | Hans-Georg Aschenbach | Germania Est   | 252,0 |
| 2         | Jochen Danneberg      | Germania Est   | 246,2 |
| 3         | Karl Schnabl          | Austria        | 242,0 |
| 4         | Jaroslav Balcar       | Cecoslovacchia | 239,6 |
| 5         | Ernst von Grünigen    | Svizzera       | 238,7 |
| 6         | Reinhold Bachler      | Austria        | 237,2 |
| 7         | Toni Innauer          | Austria        | 233,5 |
| 7         | Rudolf Wanner         | Austria        | 233,5 |
| 9         | Walter Steiner        | Svizzera       | 232,2 |
| 10        | Alfred Grosche        | Germania Ovest | 231,9 |

### Trampolino lungo
La gara dal trampolino lungo K90 si disputò il 15 febbraio sul Bergisel e parteciparono 54 atleti, che effettuarono due salti con valutazione della distanza e dello stile.
| Posizione | Atleta                | Nazione      | Punti |
| --------- | --------------------- | ------------ | ----- |
| 1         | Karl Schnabl          | Austria      | 234,8 |
| 2         | Toni Innauer          | Austria      | 232,9 |
| 3         | Henry Glaß            | Germania Est | 221,7 |
| 4         | Jochen Danneberg      | Germania Est | 221,6 |
| 5         | Reinhold Bachler      | Austria      | 217,4 |
| 6         | Hans Wallner          | Austria      | 216,9 |
| 7         | Bernd Eckstein        | Germania Est | 216,2 |
| 8         | Hans-Georg Aschenbach | Germania Est | 212,1 |
| 9         | Walter Steiner        | Svizzera     | 208,5 |
| 10        | Jouko Törmänen        | Finlandia    | 204,9 |

## Medagliere per nazioni
| Posizione | Nazione      | Oro | Argento | Bronzo | Totale |
| --------- | ------------ | --- | ------- | ------ | ------ |
| 1         | Germania Est | 1   | 1       | 1      | 3      |
| 1         | Austria      | 1   | 1       | 1      | 3      |